# جون هنت (مؤرخ)
جون هنت (بالإنجليزية: John Hunt)‏ هو مؤرخ أمريكي، ولد في 1900، وتوفي في 1976.